# Celebrity Skin (canción)
«Celebrity Skin» es una canción y primer sencillo del tercer álbum de estudio homónimo de la banda estadounidense de rock Hole, dado a conocer en todo el mundo por Geffen Records, el 7 de septiembre de 1998, y un día más tarde en el Estados Unidos. Fue el sencillo de Hole de mayor éxito comercial, siendo el único en alcanzar el puesto #1 en el Modern Rock Tracks.

## Antecedentes e historia
La canción fue escrita y grabada en 1997. Las letras, compuestas por Love, hacen referencias al poema de Dante Gabriel Rossetti, A Superscription y al El mercader de Venecia de William Shakespeare, y a la obra teatral Largo viaje hacia la noche de Eugene O'Neill (en la frase "My name is 'Might-Have-Been" en español "Mi nombre podría haber sido..."), como así también, la canción lleva el nombre de una revista pornográfica inide estadounidense y un grupo de punk rock ignonta de Los Ángeles, de la cual formó parte el baterista de The Germs, Don Bolles.
La canción recibió dos nominaciones al Grammy para Mejor Canción de Rock, perdiendo ante "Uninvited" de Alanis Morissette y Mejor Interpretación Rock por un Dúo o Grupo con vocalista, perdiendo ante "Pink" de Aerosmith.
También se usó en la película American Pie, pero no apareció en la banda sonora, así como aparece en el videojuego Rock Band y Estrella Canta como una pista jugable y contenido descargable. Celebrity Skin apareció en la película de animación de 2011, Hop. En 2012, la canción fue interpretada por Heather Morris y Chord Overstreet en Glee en el episodio "Makeover"
Un verso de la canción inspira al grupo de rock alternativo Garbage para el nombre de su tercer álbum Beautiful Garbage.
En octubre de 2011, la revista NME colocó a la canción en la posición número 126 en una lista de las "150 mejores canción de los últimos 15 años".
La artista estadounidense Doja Cat hizo un cover de la canción cambiando la letra (en vez de a walking study in demonology, a walking fire you can't get rid of me)

## Video musical
Grabado a mediados de 1998, el video, dirigido por Nancy Bardawil, muestra a la banda interpretando la canción en un escenario con mujeres que llevan vestidos púrpuras disminuyendo lentamente desde el techo. Comienzan a levantar las faldas a medida que deambulan por el escenario. También hay muchos primeros planos de Courtney Love y Melissa Auf der Maur. El video fue filmado en blanco y negro con las imágenes coloreadas en posproducción.

## Formatos y listas de canciones
Reino Unido – CD sencillo (GFSTD 22345)
1. «Celebrity Skin» (Love, Erlandson, Corgan) – 2:47
2. «Best Sunday Dress» (Love, Erlandson, Bjelland) – 4:26
3. «Dying» (original demo) (Love, Erlandson, Corgan) – 3:08

 Reino Unido – Sencillo en 7" (GFS 22345)
1. «Celebrity Skin» (Love, Erlandson, Corgan) – 2:47
2. «Best Sunday Dress» (Love, Erlandson, Bjelland) – 4:26

 Estados Unidos – CD promocional (PRO-CD-1194)
1. Celebrity Skin (Love, Erlandson, Corgan) – 2:47

Europa – CD (edición limitada) (GED22368)
1. «Celebrity Skin» (Love, Erlandson, Corgan) – 2:47
2. «Best Sunday Dress» (Love, Erlandson, Bjelland) – 4:26
3. «Dying» (original demo) (Love, Erlandson, Corgan) – 3:08

 Japón – Sencillo en CD (MVCF-12012)
1. «Celebrity Skin» (Love, Erlandson, Corgan) – 2:47
2. «Reasons To Be Beautiful» (Love, Erlandson, Auf der Maur, Gaffey, Zadorozny) – 5:19
3. «Dying» (original demo) (Love, Erlandson, Corgan) – 3:44

## Posicionamiento en listas
| Listas (1998)                       | Mejor posición |
| ----------------------------------- | -------------- |
| Australia (ARIA)                    | 24             |
| Canadá (RPM Alternative 30)         | 1              |
| Estados Unidos (Billboard Hot 100)  | 85             |
| Estados Unidos (Modern Rock Tracks) | 1              |
| Francia (SNEP)                      | 64             |
| Nueva Zelanda (Recorded Music NZ)   | 33             |
| Reino Unido (UK Singles Chart)      | 19             |
| Suecia (Sverigetopplistan)          | 43             |

### Sucesión en listas
| Anterior: «Inside Out» de Eve 6 | Modern Rock Tracks — Sencillo Nro 1 10 de octubre de 1998 — 30 de octubre de 1998 7 de noviembre de 1998 — 13 de noviembre de 1998 | Siguiente: «Slide» de Goo Goo Dolls |